# Stazione di Citerna Taro
La stazione di Citerna Taro è una stazione ferroviaria senza traffico, un tempo a servizio della frazione omonima. Si trova sulla linea Parma-La Spezia, anche conosciuta come Pontremolese. Dal 2014, in seguito all'attivazione del nuovo tratto a doppio binario PP Osteriazza-Solignano, è utilizzata unicamente come posto di comunicazione.

## Storia
La stazione già dal 1999 risultava impresenziata, insieme ad altri 6 impianti ubicati sulla linea, ed era servita unicamente da treni regionali.
Dal 12 giugno 2011, per lavori di potenziamento infrastrutturale il cui termine era inizialmente previsto per il 30 giugno dello stesso anno, la stazione non effettua più servizio viaggiatori.
Come conseguenza di questo ammodernamento l'impianto viene trasformato in un posto di comunicazione. Nel dicembre 2014 il tracciato originario a binario unico viene quindi dismesso in favore dell'attivazione di quello nuovo, a doppio binario.

### Incidenti
Nel maggio 2009 da un vecchio locomotore accantonato nello scalo merci scaturì un incendio, prontamente spento dai vigili del fuoco locali. Non vi furono, fortunatamente, conseguenze degne di nota.

## Strutture e impianti
La stazione disponeva di un fabbricato viaggiatori che ospitava la sala di attesa. Nelle vicinanze di questo si trovavano altri edifici minori, come quello che ospitava i servizi igienici.
Due banchine servivano entrambi i binari dell'impianto, uno dei quali era utilizzato unicamente come binario di precedenza o incrocio. Una pensilina in ferro era installata sul marciapiede del binario 1, in corrispondenza del fabbricato viaggiatori, a riparo dei viaggiatori in attesa dei treni.
L'impianto disponeva anche di un binario tronco utilizzato per le merci e di un piano caricatore utilizzato per il caricamento delle stesse sui convogli.

## Servizi
La stazione disponeva di:
- Sala d'attesa
- Servizi igienici